# Morbus Dei
Morbus Dei ist eine Thriller-Buch-Reihe mit Mystery-Elementen die im frühen 18. Jahrhundert spielt. Autoren sind Bastian Zach und Matthias Bauer. Die Bücher erscheinen als Taschenbuch-Premieren im Haymon Verlag.

## Geschichte
Nach mehreren Kurzfilmen und dem Independent-Film 3 Zimmer. Küche. Tod. war Morbus Dei als der erste kommerzielle Spielfilm von Bastian Zach und Matthias Bauer geplant. Nachdem sie das Drehbuch geschrieben hatten, zerschlug sich das Projekt trotz der Zusage einer renommierten Produktionsfirma. Zach/Bauer schrieben aus dem Drehbuch den Roman Morbus Dei: Die Ankunft, den der Haymon Verlag 2010 veröffentlichte. Das Echo bei Lesern und Kritikern war positiv, der zweite Band Morbus Dei: Inferno wurde 2012 veröffentlicht und noch besser aufgenommen. Der dritte Band Im Zeichen des Aries ist im Herbst 2013 erschienen. Neben ihren Romanen schreiben Bastian Zach und Matthias Bauer auch Drehbücher zu Kinofilmen, u. a. zum Horror-Film One Way Trip 3D (CH/AT 2011) und zum internationalen Wikinger-Film Northmen – A Viking Saga (CH/GER 2014).

## Die Romane in chronologischer Reihenfolge
- Morbus Dei: Die Ankunft, haymon tb 2010, 289 Seiten, ISBN 978-3-85218-846-1
- Morbus Dei: Inferno, haymon tb 2012, 368 Seiten, ISBN 978-3-85218-879-9
- Morbus Dei: Im Zeichen des Aries, haymon tb 2013, 400 Seiten, ISBN 978-3-85218-951-2

## Inhalte

### Morbus Dei: Die Ankunft
Die Geschichte spielt Ende des 17. und Anfang des 18. Jahrhunderts. Den Deserteur Johann List verschlägt es in ein einsames Bergdorf. Schnell ist ihm klar, dass mit dem Dorf etwas nicht stimmt, Tiere werden getötet, Menschen verschwinden, vermummte Gestalten lauern in den Wäldern. Johann verliebt sich in Elisabeth, die Tochter eines Bauern, und beschließt, mit ihr das Dorf zu verlassen. Doch als eine Gruppe Soldaten in das Dorf einmarschiert, eskaliert die Situation, und ein Kampf auf Leben und Tod beginnt. Johann und Elisabeth decken ein dunkles Geheimnis aus der Vergangenheit des Dorfes auf. Am Ende müssen sie fliehen, um ihr Leben zu retten.

### Morbus Dei: Inferno
Tyrol, 1704 AD. Nachdem Johann und Elisabeth mit knapper Not die Flucht aus dem Dorf gelungen ist, wollen sie das Land verlassen und ein neues Leben beginnen. Mit Hilfe des Jesuiten Konstantin von Freising schlagen sie sich auf dem Jakobsweg nach Osten, immer auf der Hut vor Armeeschergen und Wegelagerern. Als Johann und Elisabeth Wien und den rettenden Donauhafen erreichen, tauchen Feinde aus Johanns Vergangenheit auf, die die beiden in ihre Gewalt bringen wollen. Während sich der Ring um Johann und Elisabeth immer enger schließt, bricht auf einmal eine rätselhafte Krankheit aus, die rasend schnell um sich greift. Johann und Elisabeth erkennen, dass es die Krankheit ist, die die Berge und das abgelegene Dorf verlassen hat und sich nun über Wien ausbreitet. Mit Mühe entkommen sie der alten Kaiserstadt, die für viele zu einer Todesfalle wurde.

### Morbus Dei: Im Zeichen des Aries
Österreich, 1704: Die junge Elisabeth befindet sich in den Händen von General Gamelin, der dunkle Pläne mit ihr verfolgt – Pläne, die nicht nur sie in Gefahr bringen, sondern auch das gesamte Habsburger-Reich bedrohen.
Nur einer kann das Unheil noch abwenden: Johann List, der Elisabeth liebt und eher sterben würde, als sie aufzugeben. Eine tödliche Jagd beginnt, die über die unwirtlichen Täler und geheimen Abteien des alten Kaiserreichs zur mächtigen Festung von Turin führt – und weiter, in das dunkle Herz der Alpen, wo die Geschichte von „Morbus Dei“ einst begonnen hat …

## Rezensionen (Auszug)
Zu Morbus Dei: Die Ankunft:
- „Bastian Zach und Matthias Bauer zeichnen ein düsteres, realistisches Bild dieser Zeit, führen die Brutalität des Umgangs mit“Anderen„vor Augen.“ (Christian Winder, Tiroler Tageszeitung)
- „Viele Bücher sind gut, aber nur wenige Bücher sind so gut. Düster, spannend, authentisch und detailliert. Dem Autoren-Duo ist ein grandioser Genre-Mix gelungen, der jeden Leser überzeugt.“ (sarahs-buecherwelt.blogspot.com)
- „... Schon lange habe ich kein so spannendes, düsteres und interessantes Buch mehr gelesen wie dieses ... für mich die Überraschung des Buchjahres 2010.“ (Ascharel, Monalous Bücherforum)

Zu Morbus Dei: Inferno:
- „Eine absolut fesselnde, hochspannende Fortsetzung, welche nicht nur ein hervorragend recherchierter historischer Roman ist, sondern durchaus auch mystische Aspekte aufweist, mit ordentlich Thriller-Potential versehen ist und mit wunderbar herausgearbeiteten Charakteren besetzt ist.“ (Belle’s Leseinsel)